# Beyond The Sea
Beyond The Sea es el título del quinto álbum de estudio del grupo español de power metal neoclásico, Dark Moor. Fue grabado durante el verano del año 2004 y lanzado en febrero de 2005 bajo el sello discográfico Arise Records.
Todas las canciones fueron escritas por Enrik García a excepción de las pistas 2 y 3 (escritas por Dani Fernández y Enrik García), y la pista 10 (escrita por Andy C. y Enrik García). Las letras de las canciones contaron con la ayuda del letrista Francisco José García. De este álbum sale el primer sencillo para radio y primer videoclip oficial de la banda: “Before the Duel”.

## Lista de canciones
| N.º   | Título                                               | Escritor(es)                                      | Duración |  |
| 1.    | «Before the Duel»                                    | Enrik García, Francisco J. García                 | 3:50     |  |
| 2.    | «Miracles»                                           | Enrik García, Alfred Romero, Dani Fernández       | 6:12     |  |
| 3.    | «Houdini's Great Escapade»                           | Enrik García, Francisco J. García, Dani Fernández | 4:59     |  |
| 4.    | «Through the Gates of the Silver Key» (Instrumental) | Enrik García                                      | 0:54     |  |
| 5.    | «The Silver Key»                                     | Enrik García                                      | 6:16     |  |
| 6.    | «Green Eyes»                                         | Enrik García                                      | 4:36     |  |
| 7.    | «Going On»                                           | Enrik García, Francisco J. García                 | 4:42     |  |
| 8.    | «Beyond the Sea»                                     | Enrik García                                      | 3:59     |  |
| 9.    | «Julius Caesar (Interlude)» (Instrumental)           | Enrik García                                      | 2:26     |  |
| 10.   | «Alea Jacta»                                         | Enrik García, Francisco J. García, Andy C.        | 5:01     |  |
| 11.   | «Vivaldi's Winter» (Instrumental, Bonus track)       | Enrik García, Antonio Vivaldi                     | 7:40     |  |
| 50:35 |                                                      |                                                   |          |  |

| Bonus tracks |                                               |          |  |
| N.º          | Título                                        | Duración |  |
| 13.          | «Innocence» (Bonus track en edición japonesa) | 8:10     |  |
| 14.          | «The Sea» (Bonus track en edición coreana)    | 6:42     |  |

## Miscelánea
- “Houdini's Great Escapade” habla sobre el famoso escapista Harry Houdini, y sobre cómo antes de morir preparó un código secreto para su esposa con el afán de demostrar que el espiritismo era una farsa. Su esposa tuvo varias sesiones con médiums para que estos se comunicaran con el difunto escapista, pero ninguno logró descifrar el código secreto. Aunque la letra de Dark Moor lleva el tema a nivel fantástico diciendo que Houdini logró hacer su último gran acto al haber escapado de la muerte y comunicado exitosamente el código secreto que guardaba el anillo de su esposa en una sesión espiritista.
- “Through The Gates Of The Silver Key” y “The Silver Key” están basadas en los cuentos del mismo nombre, La llave de plata y A través de las puertas de la llave de plata, del escritor H. P. Lovecraft.
- “Julius Caesar” y “Alea Jacta” están basadas en la historia de Julio César cuando este lideraba su ejército para cruzar el río Rubicón y en el acto decide rebelarse contra la autoridad del Senado. El famoso historiador Suetonio, usa la expresión Alea iacta est por primera vez cuando describía estos hechos.
- “Vivaldi's Winter” es una versión de la obra de “El invierno”, fragmento de Las cuatro estaciones del compositor italiano Antonio Vivaldi.
- El álbum fue dedicado a la memoria de las víctimas de los atentados del 11 de marzo de 2004 en Madrid, España.

## Créditos

### Alineación principal[2]
- Alfred Romero - Voz y Guitarra acústica
- Enrik García - Guitarra eléctrica, Orquestaciones y Voz gutural
- Daniel Fernández - Bajo
- Andy C. - Batería y Piano

### Músicos invitados
- Dobrin Ionela,  Mamen Castaño, Nacho Ruiz, José Garrido, Kiko Hagall, Marcial Ortiz, Juan Vidal, Elena Canales, Lucia Ribera, Tina Alonso, Yolanda Alonso - Coros

### Producción
- Producido por Enrik García y Luigi Stefanini.
- Grabado y mezclado en los New Sin Studios (por Luigi Stefanini) y  en los estudios M20 (por Big Simon).
- Masterizado en los estudios New Sin Studios por Luigi Stefanini.

### Diseño
- Derek Gores - Arte de portada
- Diana Álvarez - Diseño de libreto, Fotografía
- Lorena C. - Logo